# UFO (banda)
UFO es una banda británica de hard rock y heavy metal fundada en 1968 en Londres, Inglaterra. El grupo comenzó su carrera a principios de los años 1970, con un sonido orientado al hard rock pero con toques de rock espacial y rock psicodélico. Con la llegada del guitarrista alemán Michael Schenker a mediados de 1973, se enfocaron en el hard rock y el heavy metal que les permitió obtener positiva notoriedad en Europa con discos como Phenomenon (1974), Force It (1975) y Lights Out (1977), entre otros. Posteriormente a la salida de Schenker en 1978, la banda pudo mantener su popularidad hasta los primeros años de la década siguiente, pero ante el constante cambio de músicos llevó a la primera separación en 1983.
En 1984, Phil Mogg y Paul Raymond reformaron la banda con nuevos integrantes, de cuya etapa fueron publicados un álbum de estudio y un extended play, pero en 1989 Mogg decidió separarla nuevamente ante los malos resultados de las producciones. En 1992, Mogg y Pete Way, por tercera vez reformaron la agrupación y publicaron en el mismo año el disco High Stakes & Dangerous Men, que fue citado por la prensa como el trabajo que los volvió a su clásico estilo. Desde entonces han publicado una serie de álbumes, que les ha permitido recobrar su popularidad principalmente en Europa y Japón.
Con una extensa carrera de cincuenta años —con dos interrupciones de por medio; 1982-1983 y 1989-1992— UFO es considerada como una de las bandas más importantes del hard rock europeo. Además, es citada por la prensa especializada como una de las principales influencias para la Nueva ola del heavy metal británico y también para otros artistas fundados en los años ochenta y noventa.

## Historia

### Inicios
La banda se fundó en 1968 en Londres por los músicos Phil Mogg (voz), Mick Bolton (guitarra), Pete Way (bajo) y Andy Parker (batería) con el nombre de Hocus Pocus. En el mismo año, durante una presentación en el bar UFO Club de la capital inglesa fueron descubiertos por Noel Moore, propietario de Beacon Records, que les ofreció un contrato discográfico. Después de firmar con el sello, la banda cambió su nombre al actual para homenajear al club londinense. En julio de 1970 ingresaron a los estudios Jackson para grabar el álbum debut UFO 1, que salió al mercado en octubre del mismo año. Con un sonido orientado al hard rock y con toques de rock psicodélico y rock espacial, la producción obtuvo una buena recepción en Japón, Francia y en Alemania Occidental. Uno de los sencillos del disco era una versión de «C'mon Everybody» de Eddie Cochran, que alcanzó el primer lugar en la lista musical de Japón.
Con un sonido similar a su primera producción, en 1971 fue puesto a la venta UFO 2: Flying que fue bien recibido en el mercado japonés y en otros países de Europa, pero no así en el Reino Unido ni en los Estados Unidos. Debido al éxito que poseía la banda en Japón, en 1971 tocaron por primera vez en ese país, en donde se decidió grabar el disco en vivo Live que solo fue publicado en ese mercado. Posteriormente, fue remasterizado y relanzado en 1999 por Repertoire Records en otros países. En enero de 1972, Mick Bolton dejó el grupo por motivos personales y para suplantar su puesto, tuvieron que contratar a un guitarrista que los ayudara a terminar las presentaciones restantes de la gira. Los escogidos fueron los músicos Larry Wallis del grupo Pink Fairies, que estuvo entre febrero y noviembre del mismo año y durante el mes de diciembre fueron acompañados por Bernie Marsden.

### La llegada de Michael Schenker y el éxito internacional

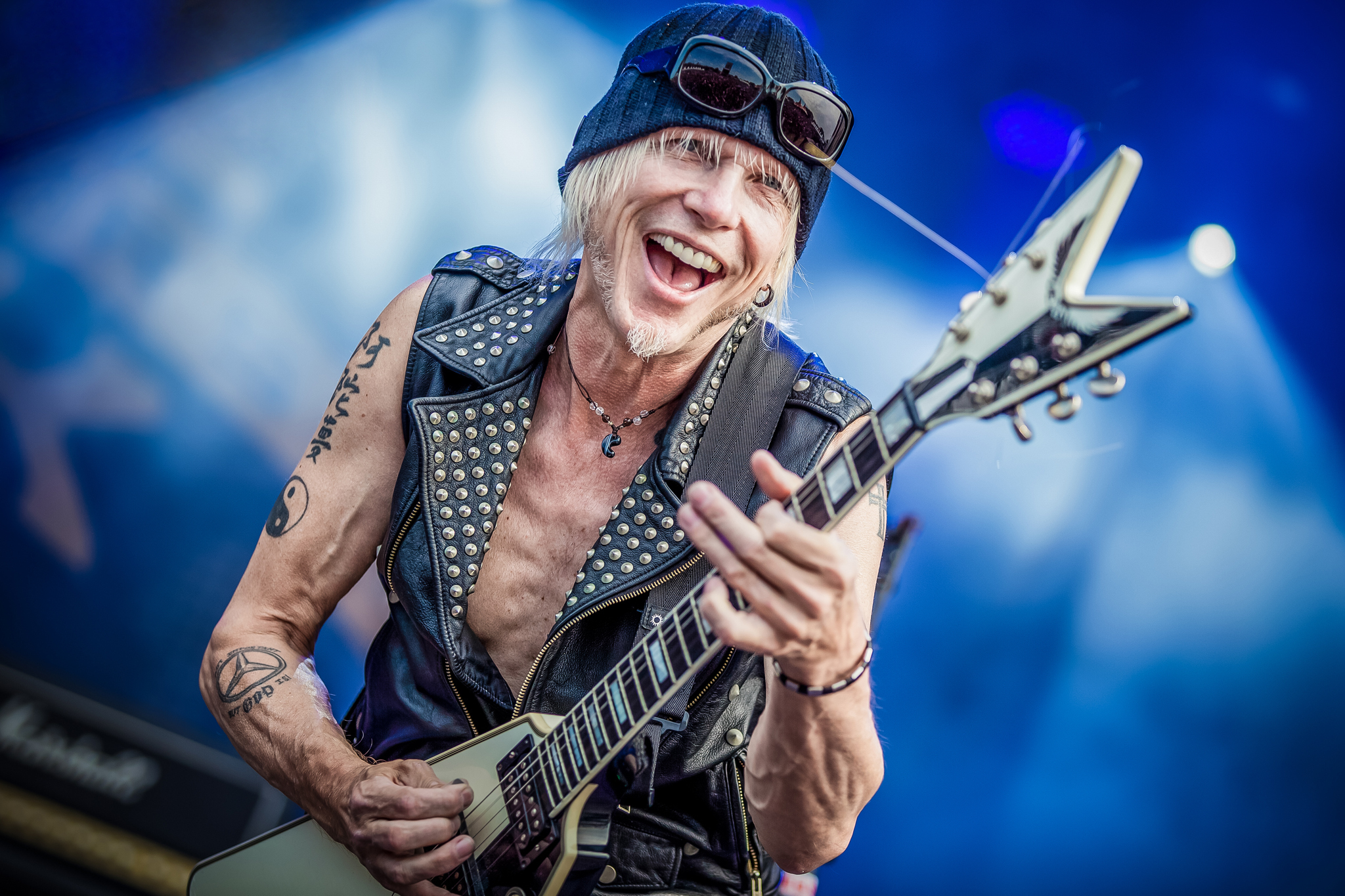
Tras la llegada de Michael Schenker, su sonido se enfocó más en el hard rock y el heavy metal. En la imagen el guitarrista en vivo en 2015.

Durante la corta estadía de Bernie Marsden grabaron una maqueta llamada «Give Her the Gun», que se publicó como sencillo a mediados de 1973. En ese mismo año mientras estaban de gira por Alemania Occidental con Scorpions como banda telonera, los británicos se interesaron en el joven guitarrista Michael Schenker. Después de la salida de Marsden, el grupo contactó a Schenker, que a pesar de que no hablaba inglés ni ellos alemán ingresó a UFO en junio de 1973. A finales de ese año, firmaron un nuevo contrato discográfico con Chrysalis Records y establecieron una relación de trabajo con Leo Lyons —integrante de Ten Years After— para que produjera los siguientes álbumes de estudio. En mayo de 1974 fue puesto a la venta el disco Phenomenon, que poseía un sonido diferente a sus dos anteriores producciones ya que estaba orientado al hard rock y heavy metal. El disco contenía las canciones «Doctor Doctor» y «Rock Bottom», que recibieron una buena crítica por parte de la prensa especializada gracias al talento y estilo de tocar de Michael Schenker. Para la gira promocional del álbum, fue contratado el exguitarrista de Skid Row Paul Chapman para que fungiera como guitarrista rítmico, pero solo estuvo hasta enero de 1975 cuando se retiró para fundar la banda Lone Star.
En julio de 1975 fue publicado el álbum Force It, que les permitió entrar por primera vez en la lista Billboard 200 de los Estados Unidos en el puesto 71. Para engrosar el sonido se añadieron por primera vez en una producción de la banda los teclados, que fueron interpretados por Chick Churchill de Ten Years After. Gracias a ello, al año siguiente ingresó el músico argentino Danny Peyronel precisamente en el puesto de tecladista. En 1976, se publicó el quinto álbum No Heavy Petting que logró el lugar 167 en la lista musical estadounidense. Una de sus canciones fue la power ballad «Belladonna» que fue un gran éxito radial en la Unión Soviética y que posteriormente la haría famosa el ruso Alexander Barykin gracias a una versión publicada en 1979. La gira promocional fue un éxito ya que les permitió tocar en varios países de Europa e incluso se presentaron por primera vez en los Estados Unidos. Una vez que el tour se terminó, Peyronel fue despedido de la banda y a mediados de 1976 fue contratado Paul Raymond de Savoy Brown para que cumpliera los puestos de guitarrista rítmico y tecladista.

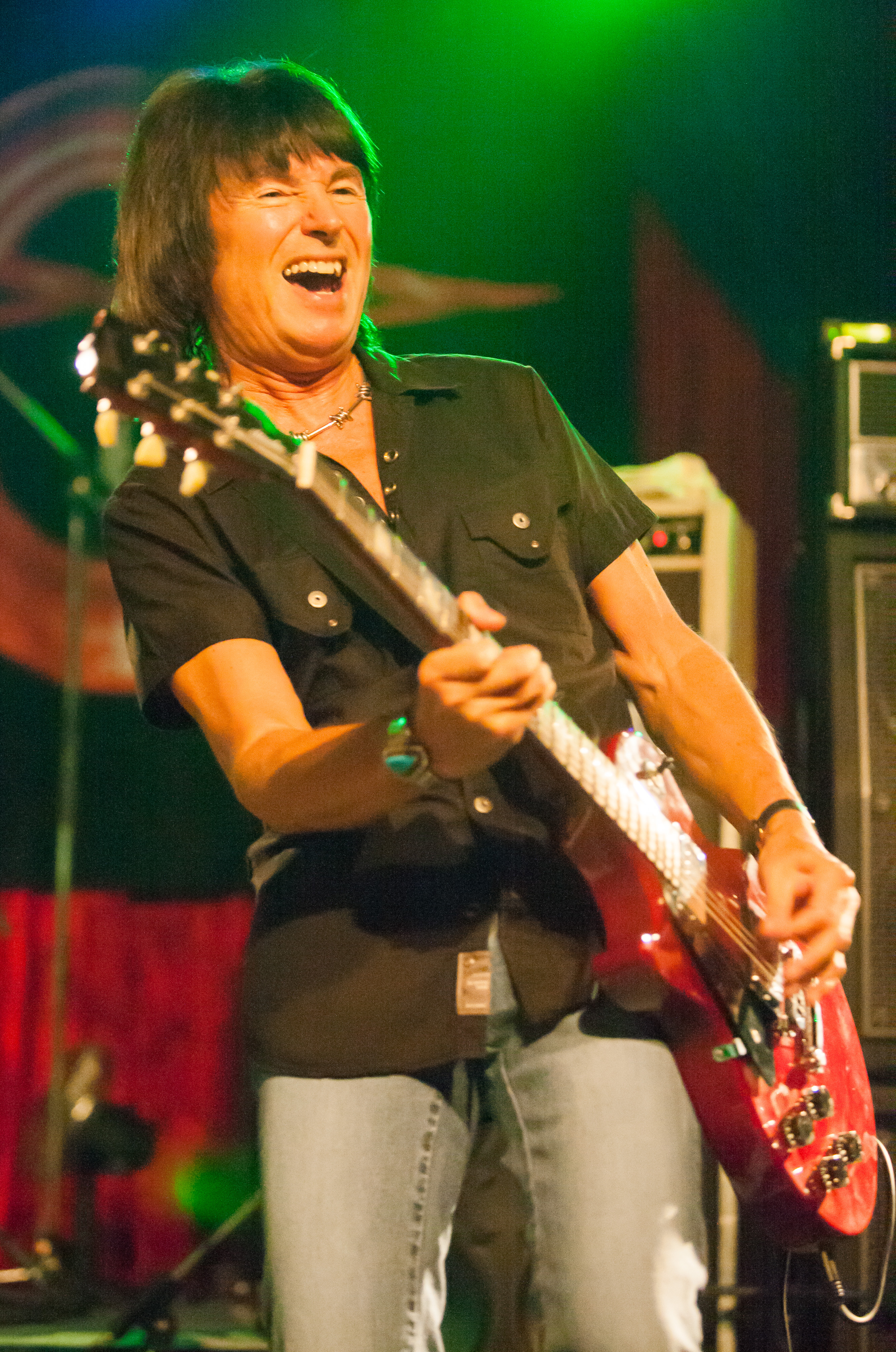
Paul Raymond en 2007.

En mayo de 1977 salió a la venta Lights Out, que fue producido por Ron Nevison. La sexta producción alcanzó el lugar 23 en la lista estadounidense e ingresó en el UK Albums Chart en el puesto 54, convirtiéndose en el primer álbum de la banda que logra entrar en la lista musical del Reino Unido. Después de dar una gira por los Estados Unidos a principios de 1978, la banda estableció en Los Ángeles para grabar Obsession, publicado en junio del mismo año. A pesar de que no logró críticas favorables en relación con el trabajo anterior, el disco alcanzó la posición 26 en la lista británica. Además, la canción «Only You Can Rock Me» ingresó en la lista musical de sencillos del Reino Unido en el lugar 50, siendo el primer sencillo de la banda en entrar en mencionado conteo.

### La partida de Schenker yStrangers in the Night
Desde mediados de 1977, la relación personal entre Schenker y Mogg comenzó a empeorar debido al temperamento del guitarrista alemán. En ocasiones, Michael dejaba de tocar la guitarra, no realizaba los solos o simplemente dejaba el escenario en las presentaciones en vivo. La tensión entre el guitarrista y el resto de los músicos se intensificó en la gira promocional de Obsession en 1978 hasta el punto que Schenker abandonó la banda en plena gira, que obligó a contratar a Paul Chapman para culminar los conciertos restantes. Después de su salida, Michael se unió temporalmente a Scorpions durante la grabación del disco Lovedrive; pero tras algunas presentaciones en la respectiva gira se alejó del grupo afirmando que no se sentía cómodo tocando canciones de otros. En consecuencia en 1980 creó su propia banda Michael Schenker Group.
Antes de su partida, la banda alcanzó a grabar las presentaciones en directo en las ciudades estadounidenses de Chicago y Louisville, para lanzar el que fue su primer álbum en vivo oficial Strangers in the Night. Publicado en 1979, obtuvo críticas positivas hasta el punto de ser considerado como uno de los mejores discos en vivo en la historia del rock. Por su parte, obtuvo el primer top 10 de la banda en el Reino Unido, ya que logró el puesto 7 en los UK Albums Chart y también les otorgó su primer disco de plata, al superar las 60 000 copias vendidas en el país británico.

### Primera mitad de los ochenta y el cambio de sonido

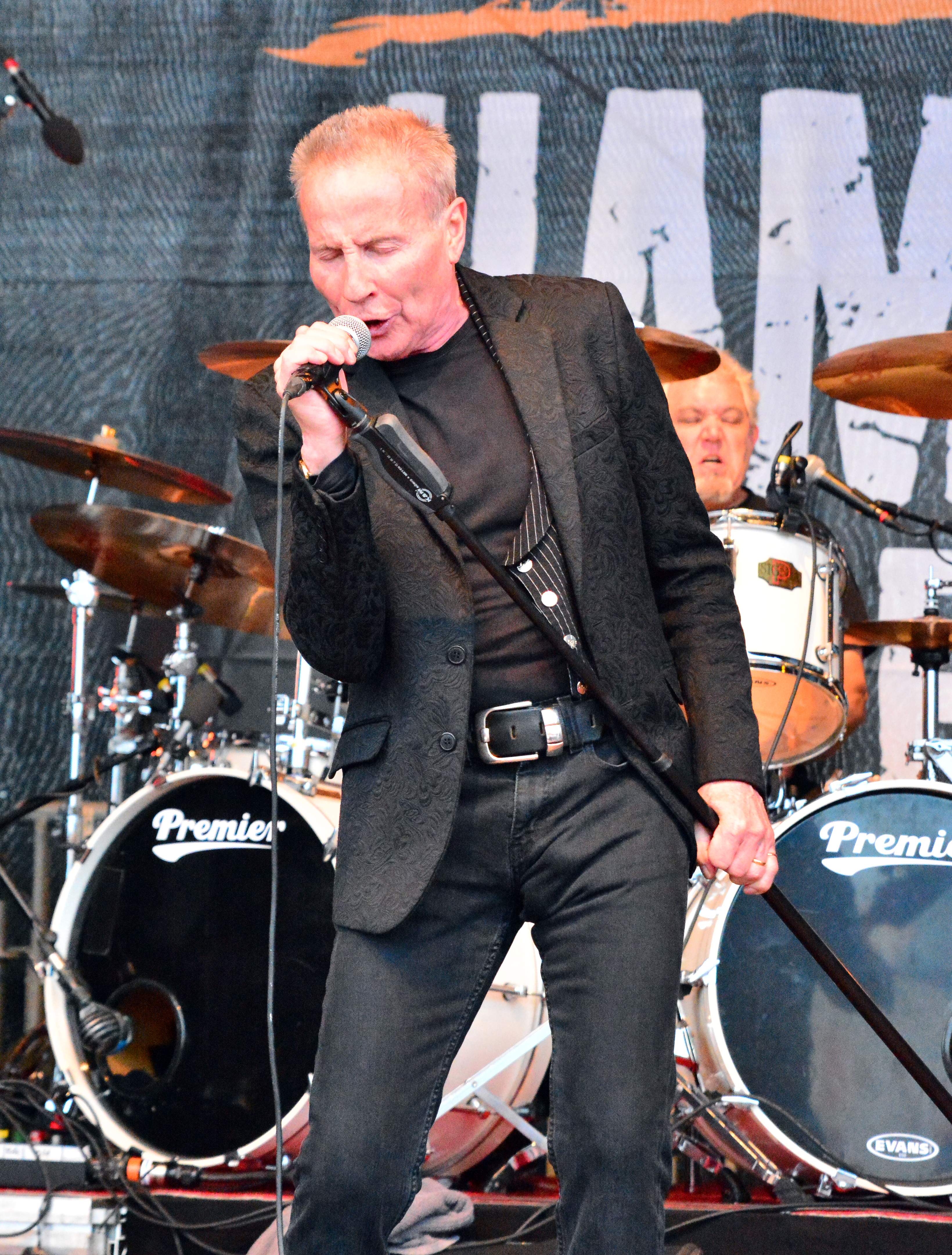
Phil Mogg ha sido el único miembro que ha participado en todos los álbumes de la banda.

Con Paul "Tonka" Chapman como músico activo grabaron el octavo álbum de estudio No Place to Run (1980), que contó con la producción de George Martin. Con este disco cambió en parte el sonido de UFO, que provocó algunos problemas con los fanáticos de toda la vida, sin embargo, les permitió obtener el puesto 11 en el Reino Unido y el segundo disco de plata, por vender más de 60 000 copias en el mencionado país. Tras el término de la gira promocional de No Place to Run, el teclista Paul Raymond se retiró de la banda para ingresar en la agrupación de su excompañero Michael Schenker. Para suplantar su cupo en la banda, buscaron al guitarrista y teclista Neil Carter de la banda Wild Horses y junto a él lanzaron el álbum The Wild, the Willing and the Innocent en 1981, que fue producido por ellos mismos y que no obtuvo la recepción esperada.
En 1982 apareció en el mercado mundial el siguiente disco Mechanix, que obtuvo el puesto 8 en el Reino Unido, el segundo más alto de toda la historia de UFO en su país natal. Tras la gira promocional el bajista Pete Way recibió una invitación por parte de Eddie Clarke, para integrar su nuevo proyecto Fastway. Después de estar solo un par de meses en aquella banda, Way fundó su propia banda Waysted en 1983. En febrero del mismo año lanzaron el disco Making Contact, en donde Chapman y Carter tuvieron que tocar el bajo debido a que no contrataron un nuevo músico para ese puesto durante las grabaciones del álbum. Tras la gira promocional, junto al bajista Billy Sheehan como músico invitado, Mogg decidió poner fin a la banda por la mala recepción de sus últimos discos y por los constantes cambios y salidas de sus integrantes, lo que hacía inestable la carrera de UFO.

### Segunda mitad de los ochenta e integrantes nuevos
Después de la separación de la banda, Mogg se estableció en Los Ángeles en donde se reencontró con Raymond y decidieron reformar UFO con nuevos integrantes. Para ello, contrataron a Tommy McClendon conocido por su alias como Atomik Tommy M. en la guitarra, al exbajista de la banda inglesa Eddie and the Hot Rods, Paul Gray, y al baterista Robbie France, que meses más tarde sería reemplazado por el exmúsico de Magnum, Jim Simpson. En 1985 esta nueva alineación lanzó al mercado el disco Misdemeanor, no obstante, en agosto de 1986 Raymond nuevamente se retiró de la banda y para cubrir su puesto fue contratado David Jacobson. En ese mismo año, grabaron el EP Ain't Misbehavin' que apareció dos años después en el mercado, ya que el sello Chrysalis puso fin les puso fin a su contrato, debido a los malos resultados de sus discos. Por ende, en 1988 esta producción fue lanzada por Revolver Records para el Reino Unido y por Metal Blade Records para los Estados Unidos. En 1988 y por segunda vez Mogg puso fin a la banda, por los malos resultados de los dos últimos trabajos y por no sentirse cómodo con la labor de los nuevos integrantes.

### Nuevas reuniones y separaciones: 1990-2002

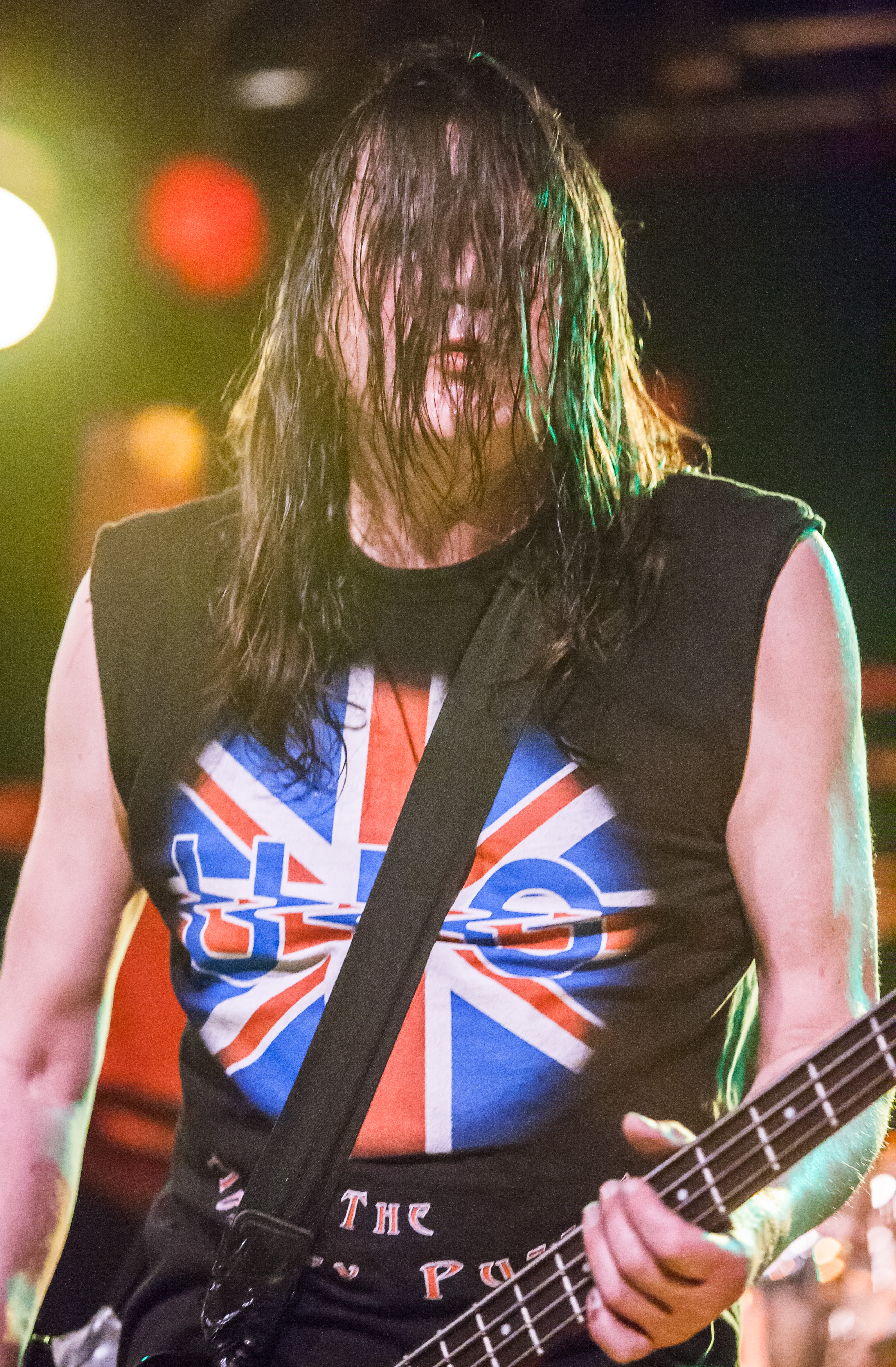
El exbajista Pete Way en 2007.

A principios de la década de los noventa, Mogg y Way se reunieron y decidieron reformar la banda con nuevos integrantes. Para ello contrataron a Laurence Archer exguitarrista de la agrupación británica Stampede, al baterista Clive Edwards conocido por participar con los músicos Uli Jon Roth y Pat Travers y al teclista Don Airey. Con esta nueva alineación publicaron en 1992 el álbum High Stakes & Dangerous Men, que les permitió regresar a su clásico sonido. Después de la gira promocional y gracias al apoyo de sus fanáticos, Mogg y Way iniciaron las conversaciones con los otros anteriores miembros para reunir a la clásica alineación de los años setenta. Tras algunos acuerdos contractuales y monetarios, Michael Schenker, Paul Raymond y Andy Parker se unieron a Mogg y Way por primera vez desde 1978 y dieron una extensa gira de dos años por el mundo.
Con los cinco integrantes clásicos grabaron el disco Walk on Water en 1995, que originalmente fue lanzado solo en Japón y que posteriormente fue publicado en los mercados europeos con el pasar de los años. Al momento de promocionar el disco con la gira correspondiente, el baterista Andy Parker se retiró de la banda por problemas personales siendo reemplazado por Simon Wright, exmúsico de AC/DC. Lamentablemente las diferencias entre Mogg y Schenker reaparecieron que provocó que este último se alejara de la banda en medio de la gira en 1997 y que significó la cancelación de las últimas fechas. Después de algunas conversaciones con el mánager, Michael regresó en 1998 solo para tocar en algunos shows de las reprogramadas fechas canceladas a mediados de 1997. Tras ello todos los músicos de UFO prefirieron separarse nuevamente. A pesar de esto último Phil Mogg y Pete Way fueron los únicos que continuaron trabajando juntos y crearon la banda Mogg/Way, con la cual lanzaron los álbumes Edge of the World en 1997 y Chocolate Box en 1999.
En el año 2000 y tras firmar con el sello Shrapnel Records, nuevamente la banda se reunió pero esta vez sin Raymond y con el baterista Aynsley Dunbar, conocido por sus participaciones en los álbumes de Frank Zappa. En julio del mismo año fue publicado el décimo quinto álbum de estudio Covenant, que en algunas ediciones fue lanzado junto a un disco en vivo denominado Live USA. A pesar de los rumores de la prensa sobre la mala relación entre Schenker y Mogg, la alineación permaneció hasta el 2002 para lanzar el disco Sharks, que recibió gran apoyo de los fanáticos europeos durante la gira. En 2003 y con la gira culminada Schenker se retiró de la banda, pero antes creó el proyecto The Plot junto a Pete Way y al baterista Jeff Martin, con la cual publicaron el disco homónimo en el mismo año.

### La llegada de Vinnie Moore y años posteriores

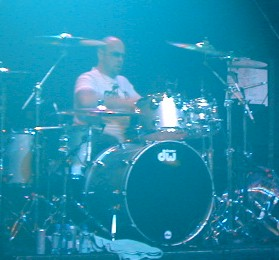
Jason Bonham en vivo con UFO en Londres en junio de 2004.

Con la salida definitiva de Schenker y Dunbar, el resto de la banda contrató a Vinnie Moore y a Jason Bonham para los puestos de guitarrista y baterista respectivamente. Con la idea de relanzar nuevamente la carrera de la banda, a finales de 2003 firmaron con el sello SPV/Steamhammer Records y entablaron relaciones con el productor Tommy Newton para trabajar en los álbumes siguientes. En marzo de 2004 apareció en los mercados el disco You Are Here, que además marcó el retorno de Raymond a la agrupación tras cerca de cinco años fuera de ella. Durante la gira promocional fue grabado el primer doble DVD titulado Showtime, que fue lanzado en noviembre de 2005 junto a un disco compacto en vivo. En ese mismo mes, el baterista original Andy Parker regresó para la presentación en el Piorno Rock Festival celebrado en Granada, España, quedando en ese puesto hasta el día de hoy.
En 2006 fue lanzado el décimo octavo álbum de estudio The Monkey Puzzle, que fue considerado como el disco más pesado de la banda después de la salida del guitarrista alemán Michael Schenker. En 2009 y antes de ingresar a los estudios para la grabación de un nuevo disco, Way le diagnosticaron problemas al hígado, por la cual sus médicos le recomendaron no participar en las grabaciones. Finalmente en junio del mismo año fue publicado el álbum The Visitor con la participación de Peter Pichl, miembro de Nektar como músico de sesión en el puesto de bajista. El trabajo además debutó en el puesto 99 en el Reino Unido, siendo el primer álbum del grupo en volver aparecer en la lista UK Albums Chart, desde Misdemeanor de 1985.
Después de que Way no pudiera recuperarse a tiempo para la gira promocional, la banda contrató a Rob De Luca de la banda Spread Eagle para las presentaciones entre los años 2009 y 2011. Para la segunda parte y a mediados de 2011 fue también contratado Barry Sparks en el mencionado puesto. Por otro lado, en 2011 los exmiembros de la banda Danny Peyronel, Laurence Archer, Clive Edwards y junto a Rocky Newton, exbajista de McAuley Schenker Group, fundaron la banda X-UFO, con la cual dan presentaciones en vivo tocando distintas canciones de UFO. En 2012 fue lanzado el vigésimo disco llamado Seven Deadly, que nuevamente debutó en las listas musicales del Reino Unido en el puesto 63. Este al igual que el anterior fue grabado junto a un bajista de sesión, ya que la banda no quiso contratar a un reemplazante de Pete Way. Sin embargo, para la gira promocional fueron nuevamente acompañados por Rob De Luca, tras la salida definitiva de Way. En 2013 en una entrevista a Paul Raymond contó que estaban preparando un nuevo disco de estudio, pero que hasta ese momento no tenían confirmado nada. Finalmente en febrero de 2015 se puso a la venta A Conspiracy of Stars, el primer álbum con Rob De Luca como miembro oficial del grupo.
El 10 de septiembre de 2016, Vinnie Moore anunció en la cuenta oficial de UFO en Facebook que estaban grabando un álbum de covers. Un año más tarde, el disco se lanzó al mercado con el título de The Salentino Cuts y contó con versiones de artistas como ZZ Top, The Yardbirds y The Doors, entre otros.

### Celebración del 50° aniversario y posible retiro
En mayo de 2018, el vocalista Phil Mogg reveló que desde este año hasta 2019 la banda se embarcaría en la gira del 50° aniversario de la banda. Él explicó en el comunicado publicado en la página web del grupo, que sería su última gira como líder de UFO y que la decisión se retirarse la había planeado al final de las dos giras anteriores. Además, aseguró que la gira no sería larga y que contaría con presentaciones principalmente en el Reino Unido y en algunas ciudades extranjeras con las que tienen una conexión especial.

## Influencias
Al igual que muchas bandas de hard rock y heavy metal nacidas en la década de los setenta, han citado como su influencia directa a bandas como Deep Purple, Led Zeppelin, Cream, Humble Pie, The Yardbirds, Iron Butterfly, Pink Floyd y The Animals, entre otras.
De igual manera ellos han sido citados como grandes influencias principalmente por la Nueva ola del heavy metal británico, siendo considerados como uno de los pilares en los cuales se basaron las distintas bandas británicas de fines de los setenta y principios de los ochenta. Algunas bandas que han mencionado el legado de UFO son Saxon, Iron Maiden, Def Leppard, Dokken, Europe, Metallica, Megadeth, Tesla, Cathedral y Voivod, entre otras.

## Miembros

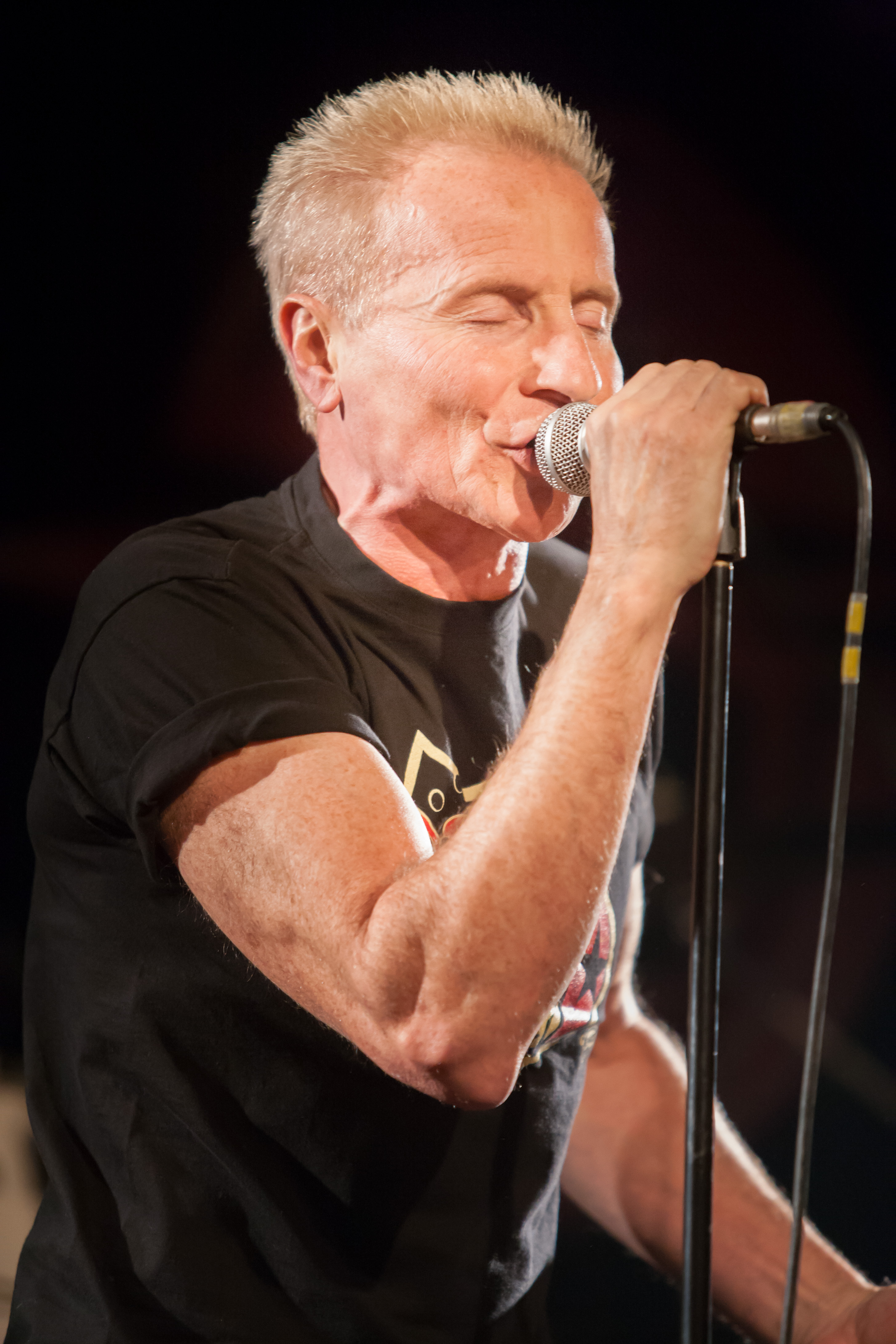
Phil Mogg voz (1968-1983, 1984-1989, 1992-presente)
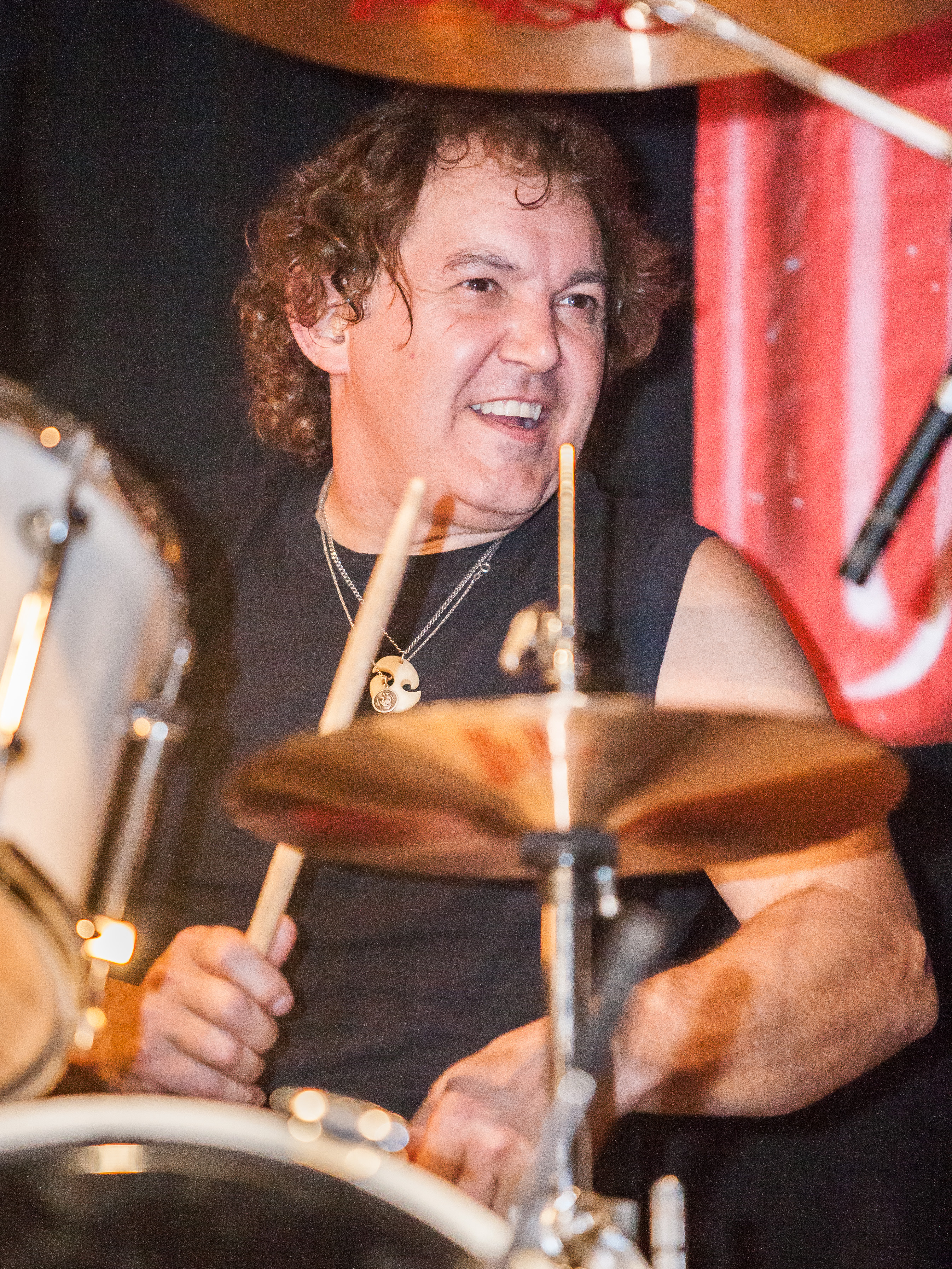
Andy Parker batería (1968-1983, 1988-1989, 1993-1996, 2003-presente)
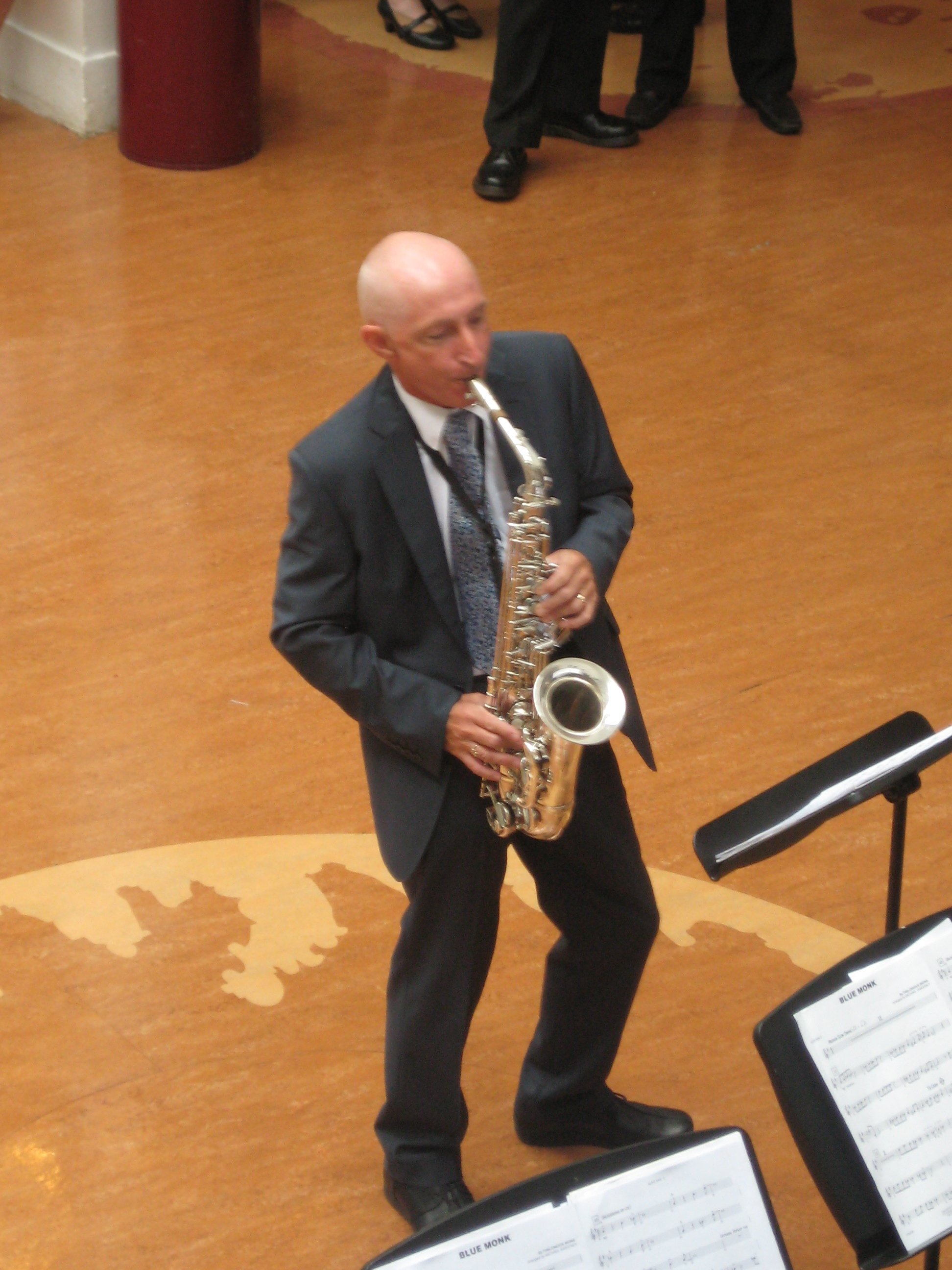
Neil Carter guitarra rítmica y teclados (1980-1983, 2019-presente)
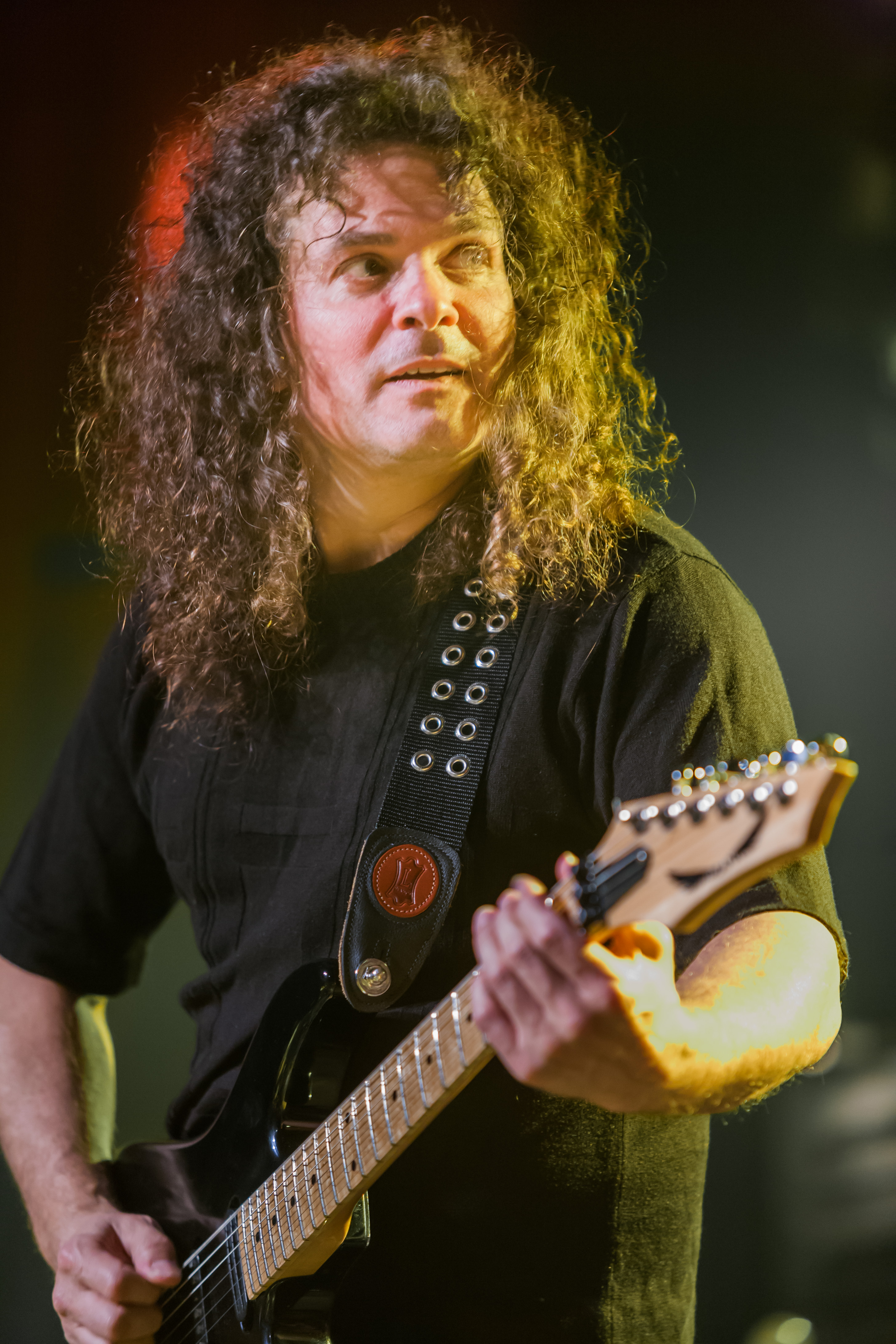
Vinnie Moore guitarra líder (2003-presente)
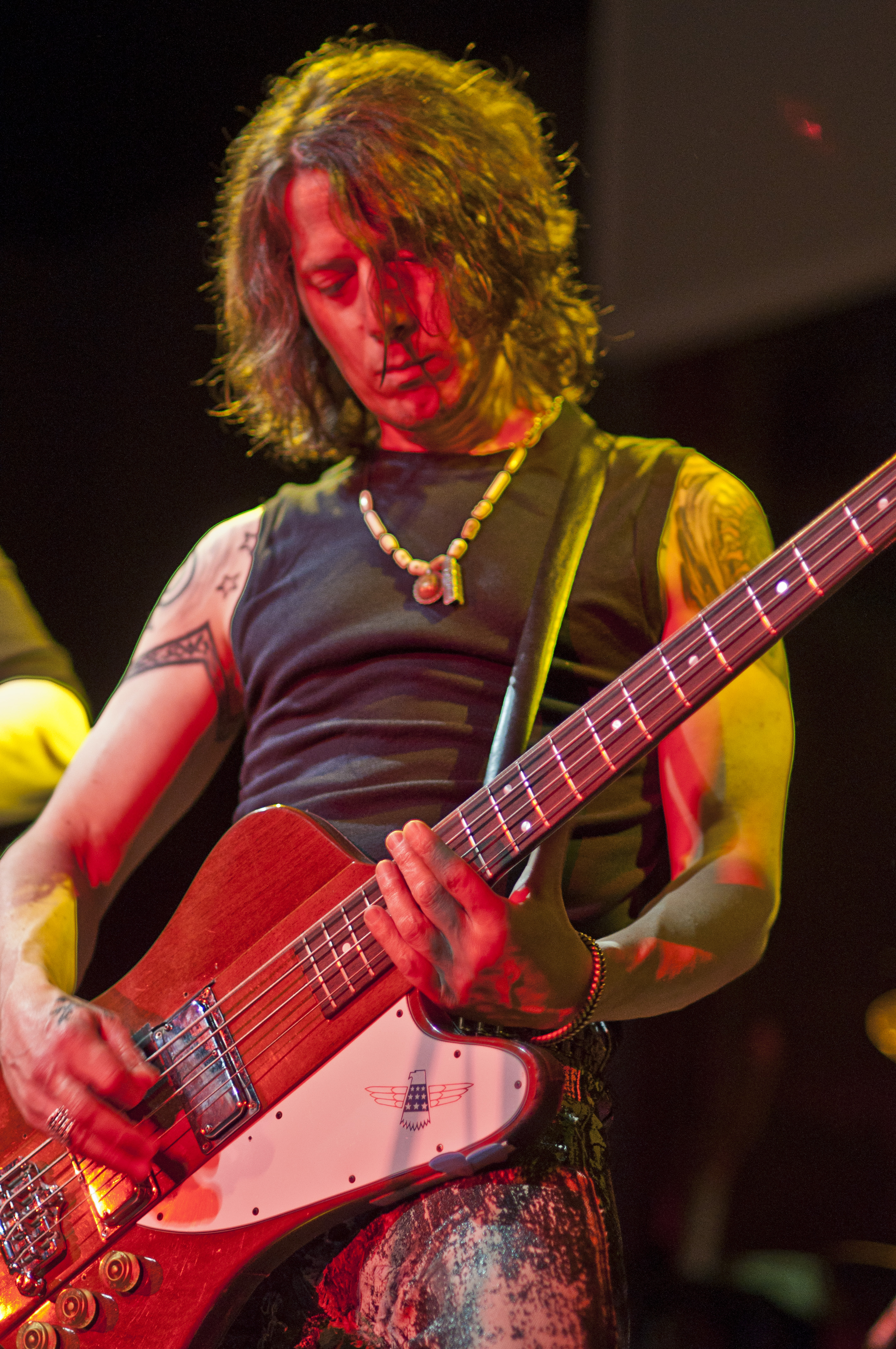
Rob De Luca bajo (2008-2011, 2011-presente)

### Antiguos miembros
- Pete Way - bajo (1968-1982, 1988-1989, 1992-2004, 2005-2011)
- Billy Sheehan - bajo (1982-1983)
- Paul Gray - bajo (1984-1988)
- Barry Sparks - bajo (2004)
- Lars Lehmann - bajo (2012)
- Mick Bolton - guitarra (1968-1972)
- Larry Wallis - guitarra (1972)
- Bernie Marsden - guitarra (1973)
- Michael Schenker - guitarra líder (1973-1978, 1995-1996, 1997-1998, 2000, 2001-2003)
- Paul Chapman - guitarra rítmica (1974-1975), guitarra líder (1977, 1978-1983)
- Tommy McClendon - guitarra líder (1984-1989)
- Laurence Archer - guitarra líder (1992-1995)
- Leon Lawson - guitarra líder (1996)
- Matt Guillory - guitarra líder (1996-1997)
- Jeff Kollmann - guitarra líder (1998-1999)
- Robbie France - batería (1984-1985)
- Jim Simpson - batería (1985-1988)
- Clive Edwards - batería (1992-1993)
- Simon Wright - batería (1995-1999)
- Aynsley Dunbar - batería (2000-2004)
- Jason Bonham - batería (2004-2005)
- Chick Churchill - teclados (1975)
- Danny Peyronel - teclados (1975-1976)
- Paul Raymond - teclados y guitarra rítmica (1976-1980, 1984-1986, 1993-1999, 2003-2019, su muerte)
- Don Airey - teclados (1992-1993)
- Kevin Carlson - teclados (1999-2003)

## Discografía
Artículo principal: Anexo:Discografía de UFO

### Álbumes de estudio
| - 1970: UFO 1 - 1971: UFO 2: Flying - 1974: Phenomenon - 1975: Force It - 1976: No Heavy Petting - 1977: Lights Out - 1978: Obsession - 1980: No Place to Run - 1981: The Wild, the Willing and the Innocent - 1982: Mechanix - 1983: Making Contact | - 1985: Misdemeanor - 1992: High Stakes & Dangerous Men - 1995: Walk on Water - 2000: Covenant - 2002: Sharks - 2004: You Are Here - 2006: The Monkey Puzzle - 2009: The Visitor - 2012: Seven Deadly - 2015: A Conspiracy of Stars - 2017: The Salentino Cuts |